# 오카다 이조
오카다 이조(岡田以蔵, 덴포 9년 1월 20일〈1838년 2월 14일〉 - 게이오 원년 윤5월 11일〈1865년 7월 3일〉)는 에도 시대 말기의 도사번의 고시이다. 휘는 의진(宜振, 읽는 법은 요시후라 외 다카노부, 노부다쓰 등 여러 가지가 있으나 정확한 것은 불명). 막말의 4대 살인마(人斬り) 중 한 명.

## 생애
도사국 가미군 이와촌(현재의 고치현 난코쿠시)에서 20석 6두 4승 5합의 고시 오카다 기헤이의 장남으로 출생. 형제로는 같은 근왕당에 소속된 오카다 게이키치가 있었다.
가에이 원년(1848년), 도사 해안에 출몰한 외국선에 대하여 해안방비를 명령받아 아버지 기헤이가 고시로서 종사했음이 기록으로 남아 있다. 이후 성 아랫마을인 시치켄정(七軒町, 현재의 고치시 아이오이정)에 살게 되었다.
다케치 즈이잔에 사사했으며 중서파일도류의 아사다 나오모토에게 검술을 배웠다. 안세이 3년(1856년) 9월, 즈이잔과 함께 에도로 떠나 모노노이 슌조의 도장 사학관에서 경심명지류 검술을 배웠다. 이듬해 9월 도사에 돌아온다. 만엔 원년(1860년) 8월부터 시세탐색에 착수한 즈이잔을 따라 동문인 히사마쓰 기요마(久松喜代馬), 시마무라 소토우치(島村外内) 등과 더불어 주고쿠, 규슈에서 무술수행에 임했다. 이 와중에 이조의 가족이 여비를 변통하는 데 고생할 것을 저어한 다케치가 분고국 오카번의 한시(藩士)에게 이조의 체재를 부탁하였다. 다케치와 떨어지게 된 이조는 오카번에서 직지류 검술을 배웠다. 분큐 원년(1861년) 5월경 에도로 떠나 이듬해 4월 도사에 돌아온다. 그 와중에 분큐 원년(1861년) 8월 다케치가 결성한 도사근왕당에 가맹한다. 분큐 2년(1862년) 6월 참근교대의 위사(衛士)에 발탁되어 즈이잔 일행과 더불어 참근교대의 행열에 가담하여 교토에 올라갔다.
도사근왕당이 왕정복고운동에 진력하는 한편, 히라이 슈지로 이하 근왕당 동지와 함께 도사번의 시타메쓰키(下目付) 이노우에 사이치로의 암살에 참가했다. 또한 삿초를 위시한 여러 번의 동지들과 더불어 안세이의 대옥에서 존왕양이파의 탄압에 관여한 자들에 천주(天誅)의 이름 하에 집단제재를 가했다. 에치고 출신 혼마 세이치로, 森孫六・大川原重蔵・渡辺金三・上田助之丞 등 교토마치부교의 관리나 요리키, 안세이의 대옥을 지휘한 나가노 슈젠의 애인 村山加寿江의 자식 다다 다테와키 등이 그 표적이 되었다. 村山加寿江는 다리에 묶어 망신을 주었다. 이 때문에 후세 사람은 그를 일러 '살인마 이조(人斬り以蔵)'라고 했으며, 사쓰마번의 다나카 신베에와 더불어 두려움을 샀다.
참고로 일반적으로 말하는 '막말의 4대 살인마'는 모두 훗날의 창작물을 통해 '살인마'로서 정착된 것이며, 이조는 동시대의 동지로부터는 '천주의 명인'으로 불리고 있었다(다만 이조는 분큐 2년〈1862년〉 10월 22일 막부에 양이를 채근하기 위해 교토로 출발한 칙사 일행에 끼여 부칙사 오네가코지 긴토모의 호위를 맡아보아 10월 28일부터 12월 7일까지 에도에 체재했으며 11월 15일에 일어난 다다 다테와키 살해에는 관여하지 않았다).
이조는 즈이잔이 교토에 머무른 분쿄 3년(1863년) 1월 탈번하고 에도를 향하여 2월부터 다카스기 신사쿠 아래에서 기식하였다. 3월 다카스기가 번의 명령으로 교토를 향하면서 이조 역시 교토에 체재한다. 이때 다카스기로부터 빌린 6냥 빚을 근왕당원인 지야 기쿠지로가 대신하여 갚아주었다. 동지와 소원해진 후로는 일시적으로 사카모토 료마의 소개로 가쓰 가이슈에 몸을 의탁하기도 했으나 행방이 묘연해졌으며, 후술할 교토에서 추방된 무렵에는 탈번자라는 이유에서 무숙자로 처단되었다. 이후 팔월십팔일의 정변으로 도사근왕당은 쇠세(衰勢)한다.
겐지 원년(1864년) 2월 상가에 대하여 억지로 돈을 꾼 과(商家への押し借りの科)로 인하여 범죄자로서 막리에 붙잡혀 5월에는 소인(焼印)·입묵(入墨)형과 함께 교토추방처분을 받고 동시에 도사번의 관리에 붙잡혀 도사로 반송되었다.
당시 도사번에서는 요시다 도요 암살 및 교토에 있어서의 일련의 암살과 관련하여 수령 다케치 즈이잔을 포함한 도사근왕당 동지가 싸그리 체포되어 있었다. 이조는 여자조차 견디는 고문에 울부짖어 다케치에게 "이조는 정말이지 일본 제일의 울보가 따로 없구나"라고 혹평받았다. 머지않아 이조는 고문에 굴복하여 자신의 죄상과 천주에 관여한 동지의 이름을 불었으며, 이 자백으로 인하여 새롭게 체포된 자가 속출하는 등 도사근왕당의 붕괴의 계기가 되었다. 이조의 자백으로 각 방면에서 불통이 튈 것을 저어한 감옥 내외의 동지에 의해 이조의 앞에 독을 들이는 계획까지 부상했으나 즈이잔이 독살 강권에 찬동하지 않은 것과 이조의 친족으로부터 승낙을 구하지 못한 것으로부터 결과적으로 옥에서 결심(結審)되기까지 독살계획은 실행에 옮겨지지 않았다. 게이오 원년(1865년) 윤5월 11일에 참수되어 효수되었다. 향년 28세.
사세구는
| “ | 임금을 위하여 다하는 마음은 물거품 스러진 후에는 맑게 개일지어니 (君か為 尽す心は 水の泡 消にしのちそ すみ渡るべき) | ” |

사세구는 "임금을 위하여 다하는 마음은 물거품 스러진 후에는 맑게 개인 하늘(君が為め 尽す心は水の泡 消にし後は 澄み渡る空)"이라고 하는 자료로 존재(데라이시 마사미치 《도사위인전》). 묘소는 고치현 고치시 아조노역 근교의 신슈지산에 있는 루이다이묘지에 소재하며 의진(宜振)의 이름으로 매장되어 있다.

### 내용주
1. ↑  다만 명부의 사본에서는 이케 구타로나 弘田恕助 등과 함께 그 이름이 삭제되어 있다.[1]